# Marek Posmyk
Marek Posmyk (* 15. September 1978 in Jihlava, Tschechoslowakei) ist ein tschechischer Eishockeyspieler, der seit 2020 beim HC Chotíkov aus der fünftklassigen tschechischen „Krajske souteze muzu“ spielt.

## Karriere
Marek Posmyk begann seine Karriere 1995 beim HC Dukla Jihlava, für den er in seinen ersten beiden Spielzeiten bei den Senioren insgesamt 42 Spiele in der Extraliga absolvierte. Beim NHL Entry Draft 1996 wurde er von den Toronto Maple Leafs in der zweiten Runde als insgesamt 36. Akteur gezogen. Gegen Ende der Saison 1996/97 wechselte er nach Übersee und bestritt in der laufenden Saison noch zwei Spiele mit den St. John’s Maple Leafs, dem Farmteam Torontos, in der American Hockey League. Die darauffolgende Saison begann der Tscheche bei Sarnia Sting aus der Ontario Hockey League, die ihn beim CHL Import Draft 1997 in der ersten Runde als insgesamt 18. Spieler ausgewählt hatten, ehe er noch im selben Winter zu den St. John’s Maple Leafs zurückkehrte, wo er schließlich zwei weitere Saison verweilte. Zur Jahrhundertwende debütierte Marek Posmyk in der National Hockey League. Dort stand er für die Tampa Bay Lightning für 18 Match auf dem Eis, in denen er drei Scorerpunkte erreichte (ein Tor und zwei Torvorbereitungen). In der Spielzeit 2000/01 verteidigte er sowohl erneut für die Detroit Vipers als auch ein Spiel für die Tampa Bay Lightning.
2001 folgte die Rückkehr nach Europa, wo er in den folgenden neun Jahren bis auf zwei Abstecher in Nürnberg und Linz quasi ausschließlich bei tschechischen Erstligisten engagiert war. Zlín, Slavia Prag, Plzeň, České Budějovice, Pardubice und Mladá Boleslav waren nach seiner Rückkehr die Stationen in der höchsten Liga seines Landes. In der Saison 2009/10 schnürte er für den KLH Chomutov die Schlittschuhe. 2003 feierte der Defensiv-Spezialist, nachdem er eine Playoff-Serie mit sieben Scorerpunkten absolvierte, mit dem HC Slavia Prag den Meistertitel. Insgesamt brachte er es in seiner Heimatliga auf etwa 80 Scorerpunkte. 2010 gewann er mit Chomutov die zweitklassige 1. Liga.
Im Sommer 2010 verließ Posmyk zum dritten Mal seine tschechische Heimat und spielte zunächst bei den Lausitzer Füchse aus der 2. Eishockey-Bundesliga, ehe er nach Ablauf seines Probevertrages Anfang November 2010 nach Italien in die Serie A1 wechselte. Bei der SG Cortina brachte er zusammen mit seinem Landsmann Daniel Branda neuen Wind ins Team und wurde noch im Monat seiner Verpflichtung zum „Verteidiger des Monats“ gekürt. Schlussendlich verpasste er mit Cortina aber knapp die Playoff-Teilnahme. Es folgte der Wechsel zum Ligakonkurrenten HC Pustertal, bei dem er jedoch noch vor Saisonbeginn aufgrund mangelnder Leistungen freigestellt wurde. Erst im Dezember 2011 fand er mit dem HC Kladno einen neuen Arbeitgeber, für den er 16 Extraliga-Partien absolvierte. Ende April 2012 wurde er für die Saison 2012/13 vom HC Litvínov verpflichtet. Nach weiteren Stationen in Tschechien wechselte er 2016 zum ERC Regen in die sechstklassige Bezirksliga Bayern. Seit 2020 lässt er seine Karriere beim fünftklassigen tschechischen HC Chotíkov ausklingen.

### International
Marek Posmyk kam bei der U18-Junioren-Europameisterschaft 1996 und den U20-Weltmeisterschaften 1996, 1997 und 1998 zum Einsatz. 2001/02 kam er zu vier Einsätzen in der tschechischen Herren-Auswahl.

## Erfolge und Auszeichnungen
- 2003 Tschechischer Meister mit dem HC Slavia Prag
- 2010 Gewinn der 1. Liga mit dem KLH Chomutov